# استالین ریواس
استالین ریواس (انگلیسی: Stalin Rivas؛ زادهٔ ۵ اوت ۱۹۷۱) بازیکن فوتبال اهل ونزوئلا است.
از باشگاه‌هایی که در آن بازی کرده‌است می‌توان به باشگاه فوتبال استاندارد لیژ اشاره کرد.
وی همچنین در تیم ملی فوتبال ونزوئلا بازی کرده‌است.